# Snake and Mongoose
Snake y Mongoose es una película estadounidense de deportes estrenada en 2013. Está dirigida por Wayne Holloway y las estrellas Noah Wyle, Jesse Williams y Tim Blake Nelson.

## Trama
Snake & Mongoose representa una de las mayores rivalidades en la National Hot Rod Association (NHRA), la historia y los logros revolucionarios de Don "The Snake" Prudhomme (Jesse Williams) y Tom 'La Mangosta' McEwen (Richard Blake) en todas las carreras, marketing deportivo y patrocinio de tales como Hot Wheels.

## Reparto
- Noah Wyle como Arthur Spear.
- Jesse Williams como Don 'The Snake' Prudomme.
- Tim Blake Nelson como Mike McAllister.
- Ashley Hinshaw como Lynn Prudhomme.
- John Heard como Wally Parks.
- Ian Ziering como Keith Black.
- Kim Shaw como Judy McEwen.
- Devin Broch como Tommy (14-16).
- Joshua Leonard como Thomas Greer.
- Whitney Moore como Sharon.
- Sean Brosnan como Kenny Youngblood.
- Leonardo Nam como Roland Leong.
- Mason Vale Cotton) como Tommy (8-10).
- Julie Mond como Wendy.